# Fresno de Río Tirón
Fresno de Río Tirón település Spanyolországban, Burgos tartományban. Fresno de Río Tirón Belorado, Cerezo de Río Tirón és Redecilla del Campo községekkel határos. Lakosainak száma 160 fő (2024).

## Népesség
A település népessége az utóbbi években az alábbiak szerint változott:
| Lakosok száma | 256  | 221  | 215  | 200  | 194  | 190  | 189  | 186  | 178  | 160  |
|               | 2001 | 2004 | 2006 | 2009 | 2011 | 2014 | 2016 | 2019 | 2021 | 2024 |